# Koňský pramen
Koňský pramen je přírodní památka v okrese Cheb přibližně 5,5 km od Mariánských Lázní v údolí Chotěnovského potoka. Chráněné území je v péči AOPK ČR - Správy CHKO Slavkovský les.
Důvodem ochrany jsou vývěry přírodní uhličité kyselky převážně s hořečnato až železnatým složením.
Geologický podklad tvoří amfibolity s vložkami pararul. Při botanickém průzkumu byly zjištěny 4 druhy mechorostů a 26 druhů cévnatých rostlin, nebyl zjištěn žádný chráněný druh. Vlastní pramen je hydrouhličitanová vápenatohořečnatá slabě mineralizovaná studená kyselka o teplotě přibližně 8 °C a pH 5,3, s obsahem 2 197 mg volného CO2 na 1 litr. Vydatnost pramene je 19,8 litru/min.
U pramene je umístěna informační tabule. Dle pověsti se v bažinatém okolí během třicetileté války utopil jízdní oddíl, což mělo dát původ jménu pramene.
Stejná pověst se však traduje i o Vlčích pramenech u Velké Hleďsebe. 
V roce 1995 byla nad pramenem instalována stříška, která byla v roce 2003 rekonstruována, v současnosti (jaro 2015) však chybí.